# Avrora–10
Az Avrora–10 (oroszul: Аврора–10) szovjet Szuper 8-as formátumú kisfilmes amatőr kamera, amelyet 1971–1975 között gyártott a Leningrádi Optika és Mechanikai Művek (LOMO).
Ez volt a LOMO első filmkazettás kamerája. A kazettában 15 perces felvételre elegendő, GOSZT 11-250 érzékenységű film volt. A képfrekvencia 18 képkocka másodpercenként. A 0,7 kg kamerát T–54 típusú fix fókusztávolságú objektívvel látták el. A filmtovábbítást elektromos motor végezte. Energiaellátását négy darab AA méretű 1,5 V-os elem biztosította.